# Li Yuan (Snookerspieler)
Li Yuan (chinesisch 李远, Pinyin Lǐ Yuǎn; * 20. Oktober 1989) ist ein chinesischer Snookerspieler aus Dongguan.

## Karriere
Li Yuan begann mit 9 Jahren mit dem Billardspielen und bekam von seinem Vater die Grundlagen beigebracht. Als sich sein Talent zeigte, wurde er mit 13 Jahren nach Guangzhou geschickt, um bei Wu Wenzhong, Nationaltrainer und ehemaliger Trainer von Ding Junhui, Unterricht zu nehmen.
Ab 2005 begann er, bei internationalen Turnieren zu spielen. Bei der Amateurweltmeisterschaft 2006 überstand er die Gruppenphase und kam unter die letzten 32. Bei der U21-Asienmeisterschaft erreichte er 2008 das Finale, wo er Li Hang unterlag. Dafür bekam er eine Wildcard für die China Open. Bei seinem ersten Auftritt bei einem Profiturnier der Main Tour verlor er nur knapp 4:5 gegen Marco Fu. Beim Shanghai Masters verlor er ebenfalls in der Wildcard-Runde.
Danach begann er sich auf nationaler Ebene zu etablieren, darüber hinaus wurde es ruhig um ihn. Erst 2012 meldete er sich bei den Asienturnieren der Players Tour Championship an und erreichte gleich beim ersten Turnier in Zhangjiagang das Achtelfinale. Im Jahr darauf wiederholte er das Ergebnis bei den Zhengzhou Open. Bei den Haining Open 2015 gelang ihm sein erster Sieg gegen einen Profispieler (4:1 gegen Oliver Lines). Bei den China Open 2017 erhielt er zum dritten Mal eine Wildcard.
Als bester Amateur in der nationalen Rangliste des chinesischen Verbands, einer Zweijahreswertung auf Grundlage der CBSA China Tour, erhielt er für die Saison 2017/18 und die darauf folgende Saison die Startberechtigung für die Main Tour.